# Border Collie
El border collie és un gos pastor, ca de pasturatge o gos d'atura originari de l'àrea fronterera entre Escòcia i Anglaterra. La història del border collie, comparada amb la resta dels gossos pastors, és relativament jove. No obstant això, els seus orígens poden remuntar-se a la conquesta romana de Britànnia, on portaven cans per al maneig de bestiar oví. Tanmateix la majoria dels autors coincideixen a dir que l'origen d'aquesta raça prové dels celtes, poble que migrà cap a les illes britàniques entre els segles V i I abans de la nostra era, portant amb ells un ca que definien com a collie, que en gaèlic significa útil. Al llarg dels segles, els grangers d'Escòcia i Irlanda van treballar en la puresa de sang d'aquests gossos d'atura, que mostraven una inigualable qualitat de treball en zones rocoses i amb relleu, cosa que permetia d'accedir a rodals on l'ésser humà es veia impossibilitat d'anar. A començament del segle xx, diversos d'aquests gossos d'atura van ser exportats a les illes d'Oceania. Particularment a Nova Zelanda s'integraren perfectament. El collie actual ha estat dividit en cinc races diferents: rough collie, smooth collie, gos pastor de Shetland, bearded collie i border collie. La popularitat d'aquestes races entre el públic general va començar amb l'afició de la Reina Victòria, que en tenia diversos exemplars.